# Palazzo Leonetti (Neapel)

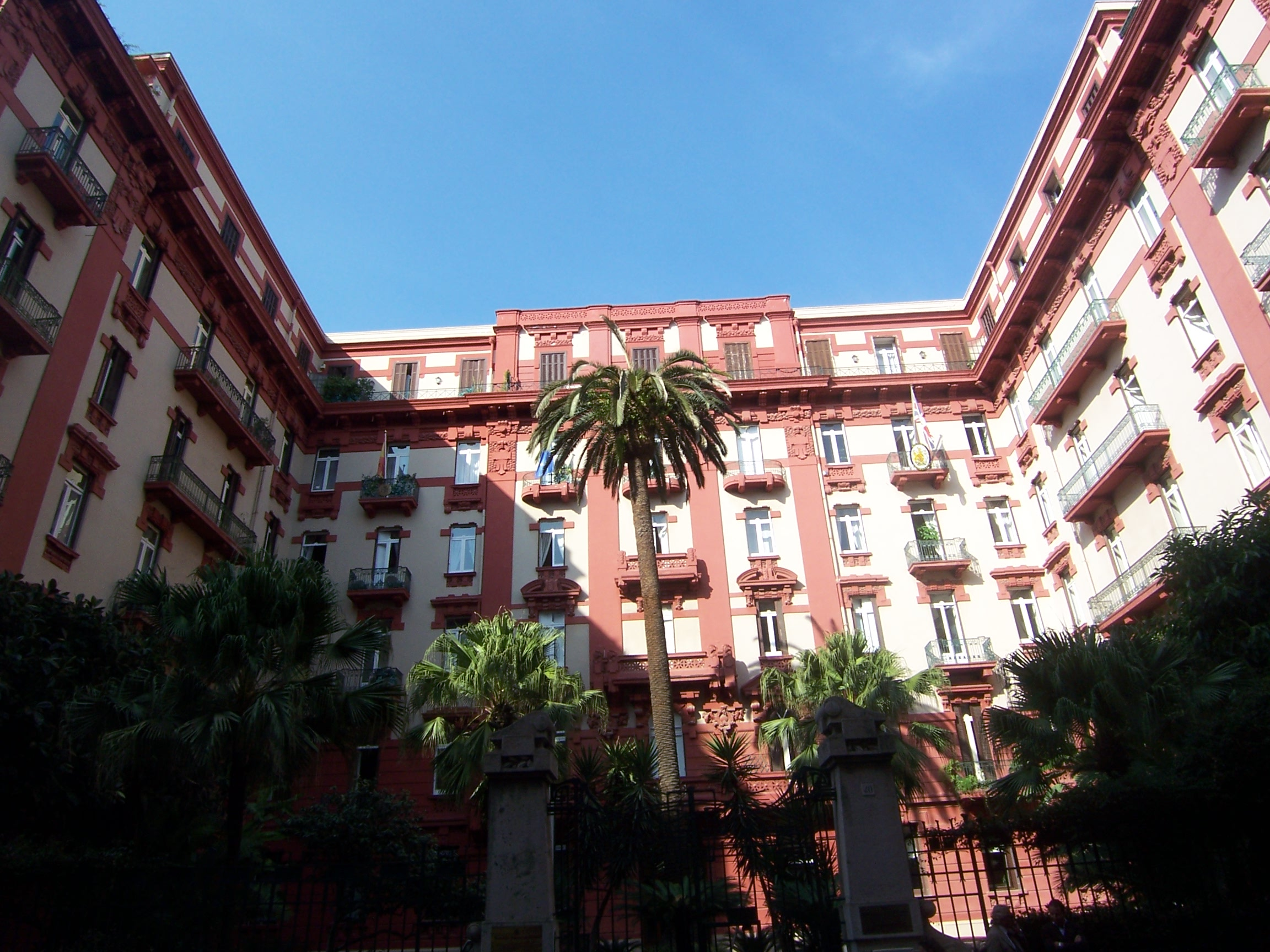
Palazzo Leonetti in Neapel

Der Palazzo Leonetti ist ein Jugendstilpalast aus den 1900er-Jahren im Viertel Chiaia in Neapel in der italienischen Region Kampanien. Er liegt in der Via dei Mille, 40. Dort sind heute die Konsulate des Vereinigten Königreiches und Spaniens untergebracht.

## Geschichte und Beschreibung
Der Palast mit einer Fläche von etwa 13.000 m² wurde vom Architekten Giulio Ulisse Arata und vom Bauingenieur Gioacchino Luigi Mellucci zwischen 1908 und 1910 projektiert. Ursprünglich sollte das Gebäude als Hotel genutzt werden, aber dieser Zweck wurde in Mietshaus geändert. Die Konstruktionsweise des Gebäudes ist durch den historischen Verlauf der Straße beeinflusst: Der Grundriss hat U-Form, sodass Platz für einen Garten, ebenso wie beim Palazzo d’Avalos del Vasto, geschaffen wurde.
Die Verzierungen an den Außenseiten sind im klassizistischen Stil, wie man an den Tympana der Fenster siehl, aber es gibt auch eine reiche Verzierung mit Pflanzen in Stuck und die Balustraden der Balkons sind im Jugendstil gestalten.